# Saharna
Saharna (ryska: Сахарна) är en ort i Moldavien.   Den ligger i distriktet Rezina, i den nordöstra delen av landet vid floden Dnestr. Saharna ligger 48 meter över havet och antalet invånare är 2 365.
Saharna ligger nere i en dal som går i nord-sydlig riktning. Trakten runt Saharna består till största delen av jordbruksmark.